# Anna-Luise Heymann

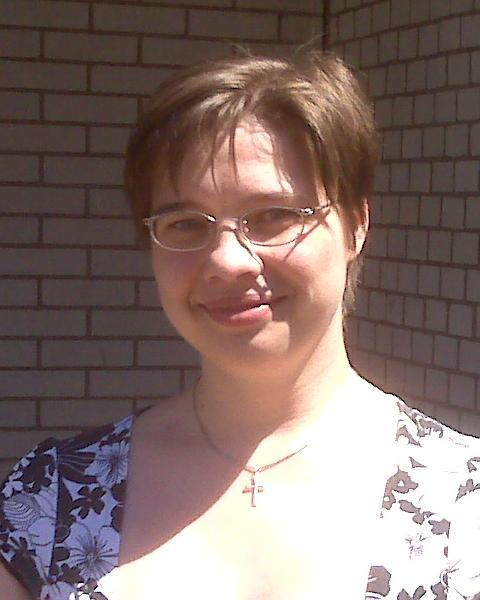
Anna-Luise Heymann in 2010

Anna-Luise Heymann (7 januari 1982) is een Duits schaakster met een FIDE-rating van 1943 in 2016. Ze is, sinds 2004, FIDE meester bij de vrouwen (WFM). 
Ze houdt zich onder meer bezig met het organiseren van schaaktoernooien, zoals in 2016 het Duitse rapidschaak-kampioenschap voor schaakfamilies in Hofheim am Taunus.

## Externe koppelingen
- (en)   Informatie over schaakpartijen van Anna-Luise Heymann op ChessGames.com
- (en)  FIDE-ratinggegevens voor Anna-Luise Heymann

## Referentie
1. ↑  Deutsche Meisterschaft der Familien 2016 in Hofheim, www.schachbund.de. Gearchiveerd op 19 oktober 2021.